# Jeroen Boschplein ('s-Hertogenbosch)

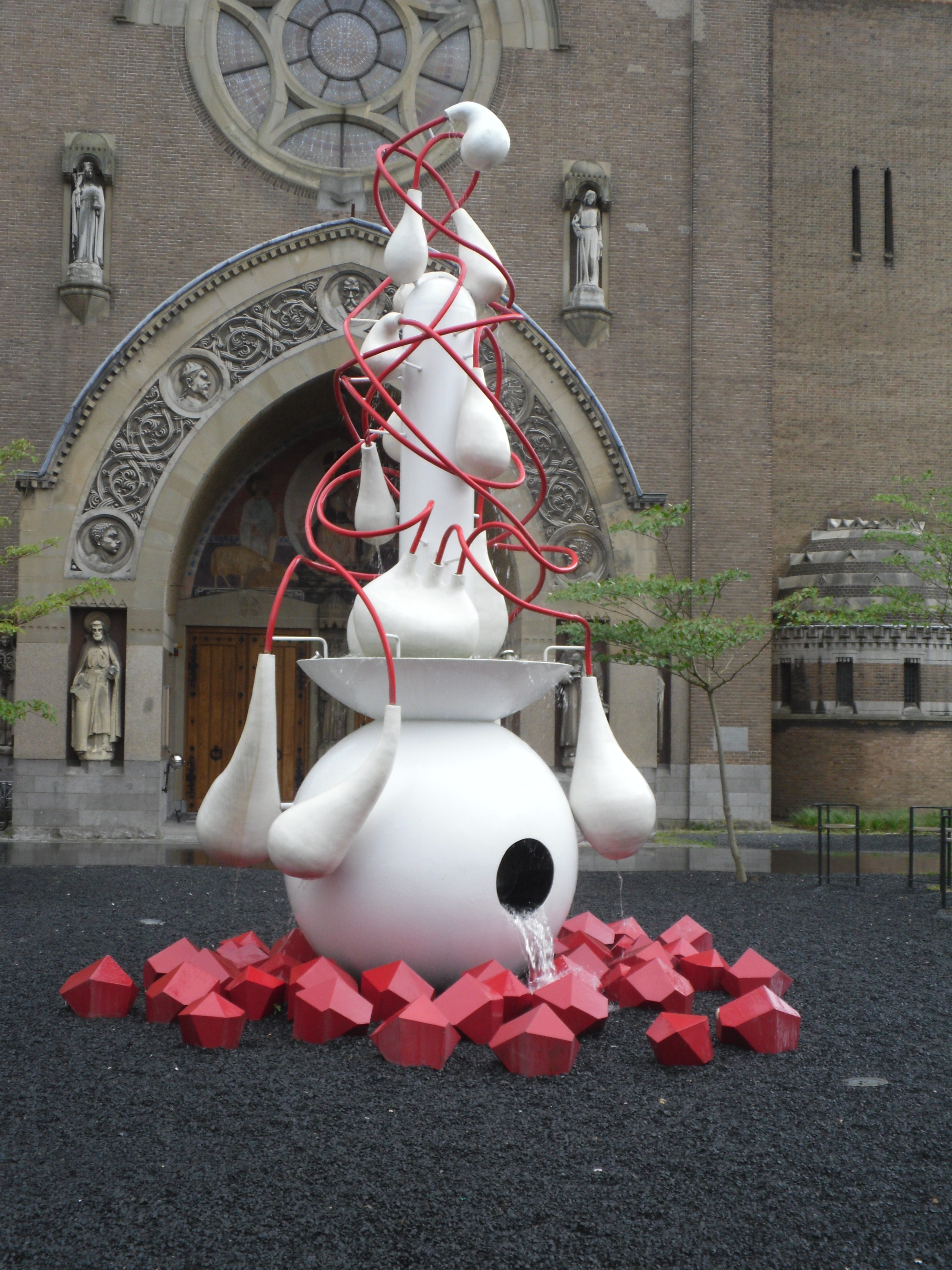
Fontein (Ruudt Peters) op het Jeroen Boschplein; het gebouw op de achtergrond is de voormalige Sint-Jacobskerk

Het Jeroen Boschplein is een plein in de binnenstad van de Brabantse hoofdstad 's-Hertogenbosch.
Het plein is vernoemd naar de Bossche kunstschilder Jeroen Bosch. Het is gelegen aan de Hinthamerstraat bij het Jheronimus Bosch Art Center. De oorspronkelijke functie van het plein was parkeergelegenheid voor de Sint-Jacobskerk. Nadat de kerk uit de eredienst werd onttrokken en het gebouw in 2006 een nieuwe bestemming kreeg, heeft de gemeente 's-Hertogenbosch besloten om dit stuk van de straat een andere naam geven.

## Trivia
- Het Wilhelminaplein heeft tijdens de Tweede Wereldoorlog ook de naam Jeroen Boschplein gedragen. In 1941 kwam er op last van de bezetter een verbod op het dragen van namen van levende leden van het Nederlands koningshuis. Het Wilhelminaplein kreeg een andere naam. Er werd verwezen naar de schilder Jeroen Bosch. Toen op 27 oktober 1944 's-Hertogenbosch bevrijd werd, werd de naam teruggedraaid.[1]

## Voetnoten
1. ↑  wilhelminiaan.nl